# William Stoddard
William Osborn Stoddard (Homer, 24 settembre 1835 – Madison, 29 agosto 1925) è stato uno storico e inventore statunitense.
Fu il segretario e assistente di Abraham Lincoln e lavorò come editore della Central Illinois Gazette.